# Stile Enrico IV

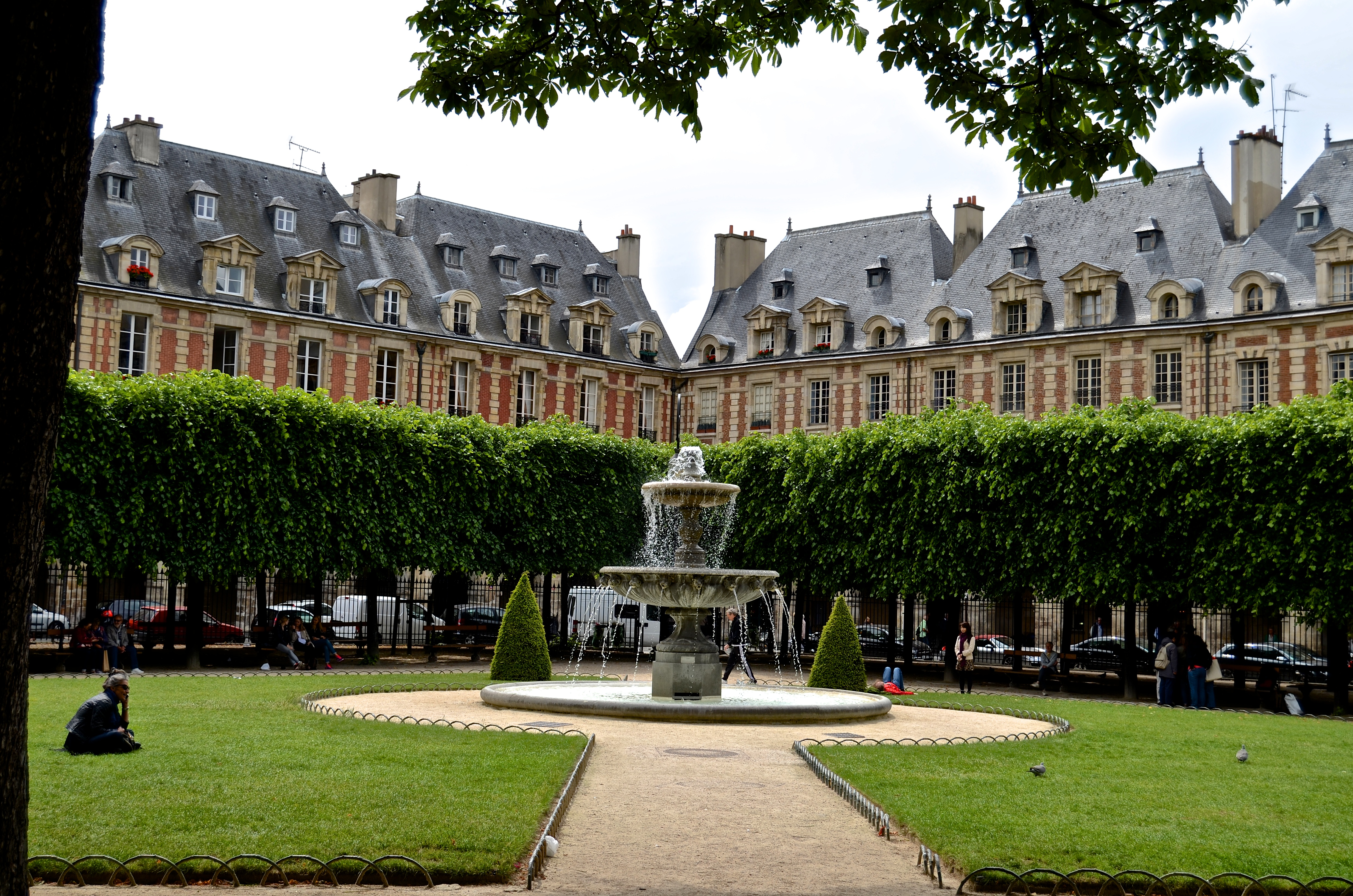
Place des Vosges un complesso di edifici parigino e il primo progetto urbanistico della città, in stile Enrico IV

Lo stile Enrico IV fu uno stile dell'arte e dell'architettura che si sviluppò in Francia durante il regno di Enrico IV (1589–1610). 

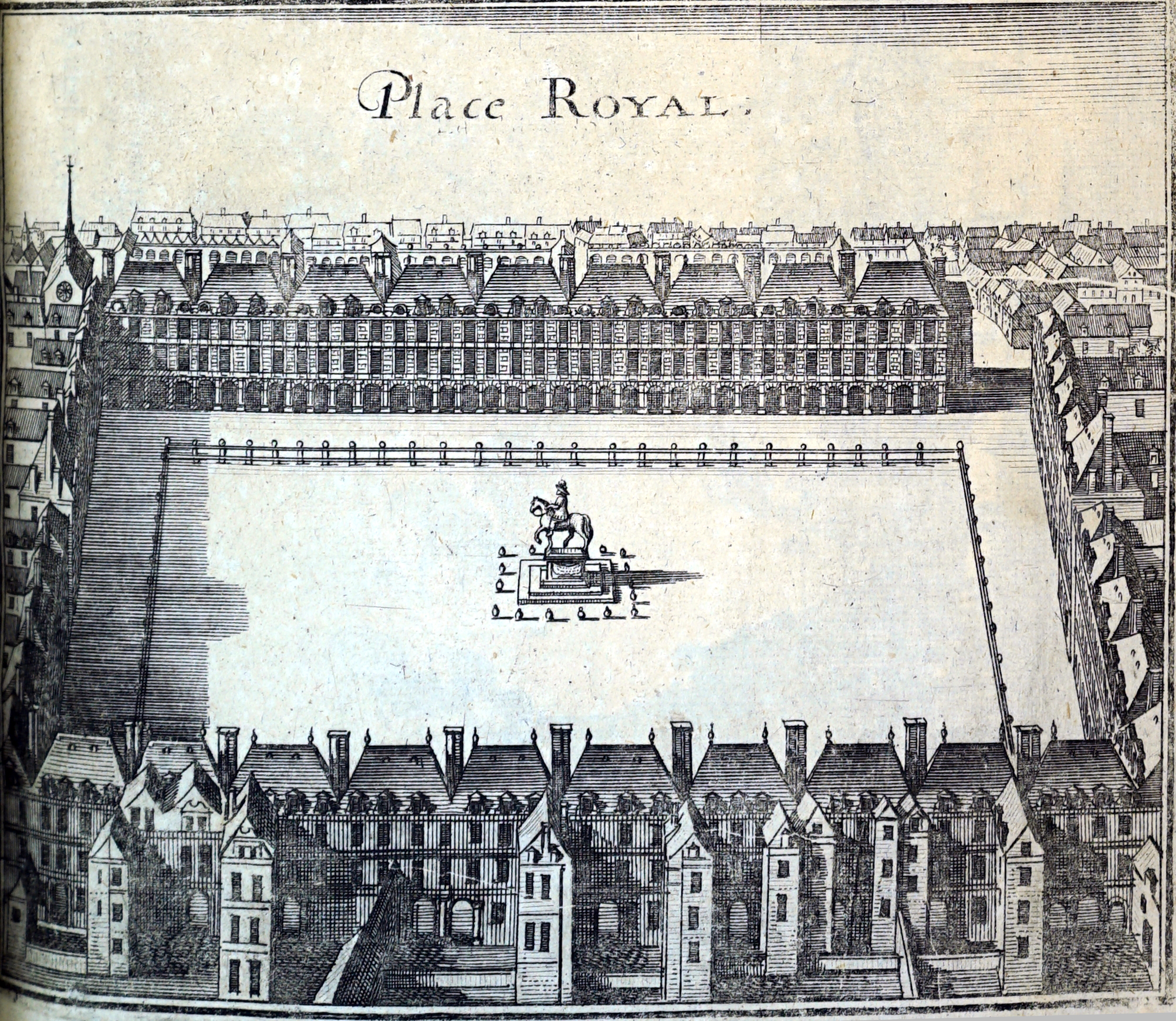
Progetto della Place Royale (attuale Place des Vosges) all'epoca di Enrico IV

L'architettura di stile Enrico IV si ispirava alle opere contemporanee dell'italiano Jacopo Barozzi da Vignola ed ai testi classici di Vitruvio per cercare un rapporto matematico tra l'uomo e la città. La modernizzazione di Parigi fu uno dei principali obbiettivi di Enrico IV e Place des Vosges (all'epoca nota come Place Royale) in questo senso rappresentò il suo capolavoro urbanistico ed architettonico. La piazza venne progettata di forma quadrangolare, con uno spazio centrale ed attorno edifici tutti della stessa altezza e dello stesso stile, con l'utilizzo di quelle che diventeranno prerogative di materiali anche dello stile Luigi XIII, ovvero il mattone e la pietra angolare e di contorno bianca per creare contrasto.
Tra le altre opere della medesima epoca e dello stesso stile nella capitale francese si ricordano Pont Neuf, la Place Dauphine ed alcuni restauri compiuti al castello di Fontainebleau. A livello architettonico, l'obbiettivo del sovrano non era tanto l'espressione del potere reale o di ideali estetici, quanto piuttosto la promozione delle manifatture francesi, il collegamento tra corte e commercio e l'idea di rendere Parigi il punto focale della Francia unificata e pacificata.

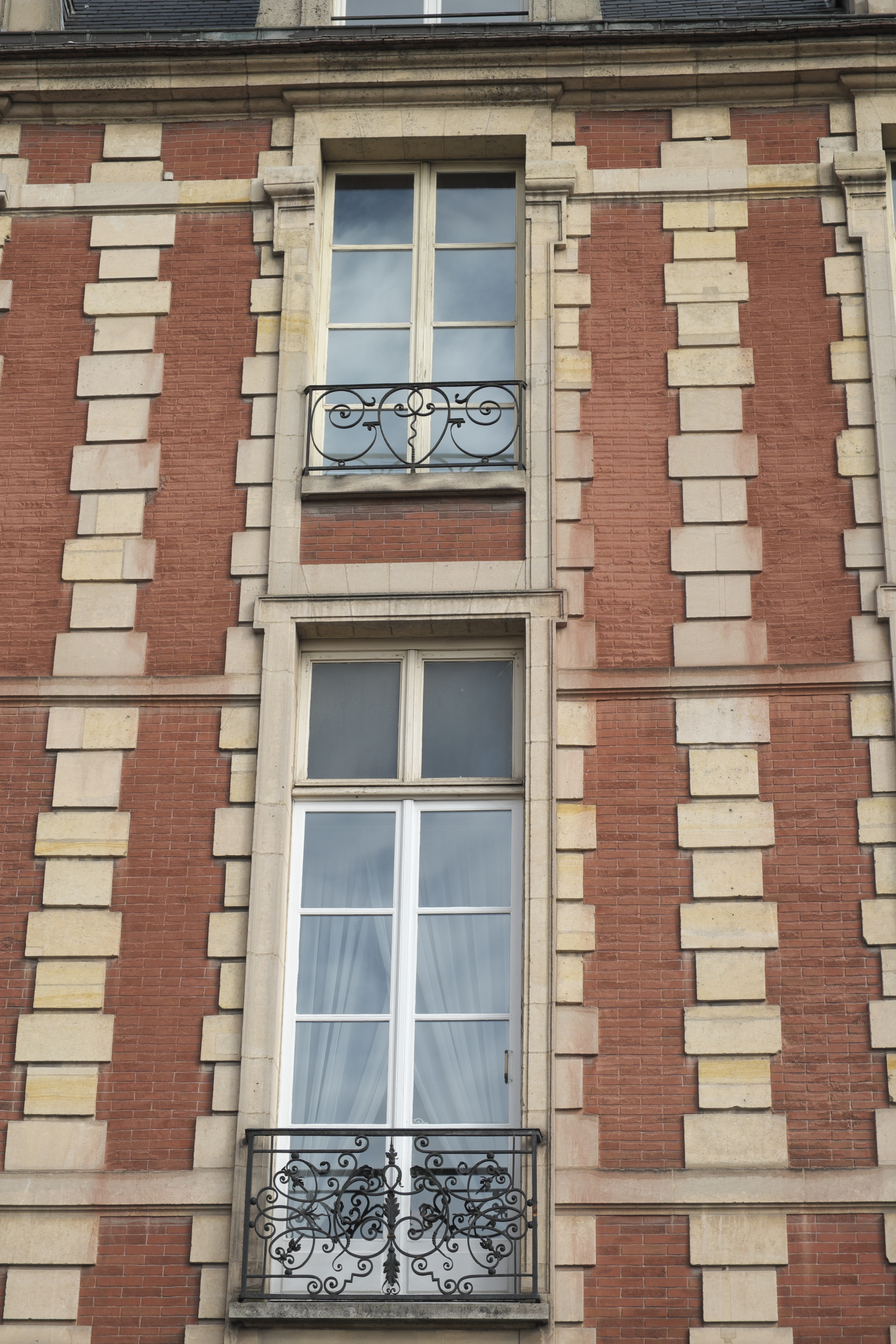
L'elemento più tipico dell'architettura di stile Enrico IV: l'uso di mattoni rossi e di pietra angolare chiara

A livello pittorico, lo stile Enrico IV si fece conoscere con la seconda Scuola di Fontainebleau che fu particolarmente prolifica durante il suo regno anche se generalmente essa non è considerata come perfettamente aderente ai canoni dello stile Enrico IV. L'Encyclopædia Britannica definisce lo stile Enrico IV proprio come il sovrano, un uomo "con grandi idee che non si perdeva in dettagli".
Con Enrico IV iniziò a diffondersi anche in Francia in maniera consistente l'arte dell'arazzo, grazie alla perizia di artigiani chiamati dal sovrano espressamente dalle Fiandre (questi saranno alla base delle future manifattura dei Gobelins). Tra gli artisti che lavorarono in questo campo si ricordano François de La Planche (di Anversa) e Marc de Coomans (di Oudenaarde). Le opere più significative del campo sono la Storia di Artemide e la Storia di Coriolano, realizzati su modelli dei pittori Henri Lerambert e Laurent Guyot.